# Никола Лотарингски
Никола Лотарингски (на френски: Nicolas de Lorraine, Nicolas de Mercœur; * 16 октомври 1524, Бар льо Дюк; † 12 юни 1577) е епископ на Мец (1543 – 1548) и на Вердюн (1544 – 1547), граф на Водмон (1548 – 1577), господар на Меркьор (1563 – 1569) от 1569 до 1577 г. херцог на Меркьор, сърегент (1545/1552) и регент (1552 – 1559) на Херцогство Лотарингия.

## Произход
Той е вторият син на Антон II (* 1489 † 1544), херцог на Лотарингия и Херцогство Бар, и на съпругата му Рене дьо Бурбон-Монпaнсие (* 1494 † 1539), дъщеря на граф Жилбер дьо Бурбон-Монпансие.

## Биография
След смъртта на брат му Франц I през 1545 г. Никола поема регентството за своя малолетен племенник Карл III заедно със зълва му Кристина Датска, майката на Карл. През ноември 1545 г. събранието на лотарингските благородници решава Кристина да управлява сама.
През 1548 г. Никола напуска епископските си служби и взема титлата „граф на Водмон“. Крал Анри II окупира през 1552 г. „трите епископства“. На 15 април 1552 г. сваля Кристина и поставя на нейното място франкофила Никола за регент на тогава деветгодишния херцог Карл III. През 1559 г. Карл III поема управлението от чичо му. Никола се оттегля тогава от обществения живот и събира картини, книги и оръжия.

## Брак и потомство
Омъжва се три пъти:
∞ 1. 1 май 1549 в Брюксел за Маргьорит д’Егмон (* 1517, † 1554), дъщеря на граф Жан III д'Егмон, от която има един син и три дъщери:
- Маргарита Лотарингска (* 9 февруари 1550, † млада)
- Катерина Лотарингска (* 26 февруари 1551, Номени; † млада)
- Анри Лотарингски (* 9 април 1552, Номени; † млад), граф на Шалини
- Йоанна Савойска-НемурЛуиза Лотарингска (* 30 април 1553, † 1601), чрез брак кралица на Франция; ∞ 1575 в Реймс за френския крал Анри III (* 1551, † 1589), от когото няма деца

∞ 2. 24 февруари 1555 в двореца Фонтенбло за Йоанна Савойска-Немур (* 1532, † 1568), дъщеря на херцог Филип Савойски-Немур, от която има трима сина и една дъщеря:
- Филип-Емануил Лотарингски (* 9 септември 1558, Нанси; † 18 февруари 1602, Нюрнберг), херцог на Меркьор; ∞ 1576 в  за Мария Люксембургска (* 1562, † 1623), херцогиня на Пентиевр, от която има син и дъщеря
- Шарл (* 20 април 1561, Номени; † 29 октомври 1587, Париж), кардинал, епископ на Тул и на Вердюн
- Жан (* 1563, † млад)
- Маргарита (* 14 май 1564, Номени; † 20 септември 1625), ∞ 1. 24 септември 1581 за херцог Ан дьо Жойоз (* 1561, † 1587), от когото няма деца 2. 1599 за Франсоа дьо Люксембург († 1613), херцог на Пине, от когото няма деца

- Клод (* 1566, † млада)
- Франсоаз (* 1567, † 1596)

∞ 3. 15 май 1569 за Катерина Лотарингска (* 1550, † 1606), дъщеря на Клод Лотарингски, херцог на Омал, от която има трима сина и две дъщери:
- Антоан (* 1572, † 1587)
- Анри (* 31 юли 1570, Нанси; † 26 ноември 1600, Виена), граф на Шалини и чрез брак маркиз на Мой; ∞ 19 септември 1585 за маркиза Клод дьо Мой, от която има трима сина и една дъщеря
- Кристина (* 1571, † млада)
- Луиза (* 1575, † млада)
- Ерик (* 14 март 1576, Нанси; † 27 април 1623, пак там), епископ на Вердюн (1595 – 1611)